# 2032
Cette page concerne l'année 2032  du calendrier grégorien.
2032 est une année bissextile qui commence un jeudi. C'est la 2032e année de notre ère, la 32e du IIIe millénaire et du XXIe siècle et la 3e de la décennie 2030-2039.

## Autres calendriers
L'année 2032 du calendrier grégorien correspond aux dates suivantes :
- Calendrier berbère : 2981 / 2982
- Calendrier hébraïque : 5792 / 5793
- Calendrier indien : 1953 / 1954
- Calendrier musulman : 1453 / 1454
- Calendrier persan : 1410 / 1411
- Calendrier républicain : 240 / 241

## Événements prévus
- Passage de la comète Tempel-Tuttle à proximité de la Terre
- Passage de l'astéroïde 2013 TV135 à proximité de la Terre
- 13 novembre : transit de Mercure
- Fin de la concession des autoroutes françaises pour ASF, Cofiroute, APRR et AREA
- Jeux olympiques d'été en Australie du 23 juillet au 8 août 2032.

## 2032 dans la fiction
- 2032 est l'année où se déroule le jeu vidéo Prey.
- 2032 est l'année où se passe l'action du film Demolition Man.
- 2032 est l'année où il n'y aurait plus de pétrole sur Terre d'après la série Futurama.
- 2032 est l'année où se déroule l'action du film d'animation Innocence : Ghost in the Shell 2.
- 2032 est l'année où meurt John Connor, tué par un T-850.